# KGB
O Comitê de Segurança do Estado da URSS (KGB) (em russo:  Комитет Государственной Безопасности СССР, transl. Komitet Gosudarstvennoy Bezopasnosti SSSR), foi a principal organização de serviços secretos da União Soviética que desempenhou as suas funções entre 13 de março de 1954 e 6 de novembro de 1991.  Após a dissolução da União Soviética, o serviço de inteligência foi desmembrado em dois: o Serviço Federal de Segurança da Federação Russa (FSB), na segurança interna, e o Serviço de Inteligência Estrangeiro (SVR), no plano externo.
O domínio de atuação do KGB, durante a Guerra Fria, era uma combinação de operações secretas no estrangeiro unificadas às funções de uma polícia federal. A União Soviética teve, desde sempre, uma polícia política muito poderosa, que esteve sempre presente em todas as etapas da sua evolução social, independentemente de qual fosse o regime instituído. Em algumas épocas, a atuação era mais intensa no interior da sociedade; em outros momentos, o serviço secreto priorizava a recolha de informação e operações nos países estrangeiros, o que provocou diversas mudanças nestas instituições. 
O KGB surgiu com o final da Segunda Guerra Mundial, no período da Guerra Fria, com o colapso do então serviço secreto NKVD, apesar de suas origens remontarem a antes da Revolução de 1917, quando Félix Dzerjinsky fundou o grupo paramilitar denominado Tcheka — a instituição que seria a matriz de todos os serviços secretos da URSS. 
O KGB era uma polícia secreta e política que não tinha equivalente no mundo, porque se situava num nível completamente diferente dos outros serviços secretos, pois constituía igualmente um ministério. Dispunha de trezentos mil membros, blindados, caças e barcos, sendo uma organização militar totalmente independente das Forças Armadas. 
A organização compreendia 5 direções-gerais. A primeira direcção, a mais importante, incluía a subdirecção dos ilegais (agentes que viviam no estrangeiro sob uma falsa identidade), a subdirecção científica e técnica, um serviço de contraespionagem, serviço de acção e um serviço dos negócios sujos (assassinatos, atentados, sequestros, bombas). A segunda e terceira direcções-gerais eram encarregadas da informação, vigilância e da segurança interna, a quarta dos guardas da fronteira e a quinta, das escolas, que são muitas e variadas. 
A agência era, também, um serviço militar regido pelas leis e regulamentos do exército, da mesma forma que o Exército Soviético ou as Tropas Internas do Ministério de Assuntos Internos da Rússia. Embora a maioria dos arquivos da KGB permaneçam confidenciais, duas fontes documentais online estão disponíveis.  
Suas principais funções eram inteligência estrangeira, contra-inteligência, atividades operativas-investigativas, guarda da fronteira estatal da URSS, guarda da liderança do Comitê Central do Partido Comunista e do Governo Soviético, organização e segurança de comunicações governamentais, bem como combater nacionalistas, dissidentes, atividades religiosas e anti-soviéticas. 
Em 3 de dezembro de 1991, a KGB foi oficialmente dissolvida.  Mais tarde, foi sucedido na Rússia pelo Serviço de Inteligência Estrangeiro (SVR) e pelo que mais tarde se tornaria o Serviço de Segurança Federal (FSB). Após a Guerra da Ossétia do Sul de 1991–1992 , a autoproclamada República da Ossétia do Sul estabeleceu a sua própria KGB, mantendo o nome não reformado.  Além disso, a Bielorrússia estabeleceu o seu sucessor do KGB da República Socialista Soviética da Bielo-Rússia em 1991, o KGB da Bielorrússia, mantendo o nome e o símbolo da União Soviética.

## História
Com o fortalecimento dos bolcheviques nos anos que antecediam a Revolução de 1917, houve a necessidade de criar uma organização que pudesse defender os interesses do governo revolucionário contra os monarquistas derrotados .Então no começo da decada de 1920 havia seis organizações diferentes do serviço governamental operando redes de espionagem separadas em países estrangeiros; "O comissariado do Povo para a Guerra" sob a direção de Leon Trótski, o Ministério dos Negócios Exteriores , sob a direção de Chicherin e Litvinov  que colhia informações de seus representantes no estrangeiro; A Terceira Internacional (Comintern) que era composta por membros de partidos comunistas de todo o mundo; o Comitê Central do Partido Comunista da União Soviética que também possuía organizações de espionagem; o Comissariado do Povo para Negocios Estrangeiros e por fim a Cheka que organizava operações de espionagem em varias capitais do mundo mas dentro União Soviética era o principal órgão do governo revolucionário que investigava monarquistas e aumentou o domínio do exército rebelde (ver: Movimento Branco).
Em 1921 a Cheka formou uma ramificação estrangeira por causa dos emigrantes russos que fugiram para a Europa ocidental após o triunfo da revolução.Em 1922 a Cheka transformou-se em GPU,a Administração Politica do Estado. Em 1924 o GPU tornou-se OGPU, que em 1924 foi transformado em um departamento do NKVD (Comissariado do Povo para Negócios Internos) que pretendia defender a revolução através do fuzilamento de políticos inimigos e desafetos do regime, como Bukharin.
Com o início da Segunda Guerra Mundial, surge o NKVD — um serviço secreto que tinha como centro de suas operações os territórios além das fronteiras, e que atuava por meio de sabotagens e execuções.
Em 1954, com a reestruturação do país após a guerra e o início da Guerra Fria, nasce finalmente o KGB, criado como uma força a se opor aos movimentos ocidentais, que com toda a força procuravam expandir as influências norte-americanas aos países que se libertaram do fascismo, e ao mesmo tempo combater guerrilhas de trotyskistas.
Na década de 1980, a liberalização da glasnost da sociedade soviética levou o presidente da KGB, Vladimir Kryuchkov (1988-91), a liderar a tentativa de golpe de estado soviético de agosto de 1991 de depor o presidente Mikhail Gorbachev. O golpe de Estado frustrado pôs fim ao KGB em 6 de novembro de 1991. Os principais sucessores do KGB são o FSB (Serviço de Segurança Federal da Federação Russa) e o SVR (Serviço de Inteligência Estrangeira).

## Diretorias[8]
| Diretoria                          | Operações |
| ---------------------------------- | --- |
| (1ª) Operações Estrangeiras        | Responsável pelas operações estrangeiras. |
| (2ª) Contra-inteligência           | Contra-inteligência e controle político de cidadãos e estrangeiros da União Soviética. |
| (3ª) Forças Armadas                | Responsável pela contra-informação militar e a fiscalização política das Forças Armadas. |
| (4ª) Segurança do Transporte       | Responsável pela segurança do transporte. |
| (5ª) Diretoria Z                   | Combate à dissidência política, artística e religiosa, responsável pela censura. |
| (6ª) Contra-Inteligência Econômica | Responsável pela segurança industrial, e contra-inteligência econômica. |
| (7ª) Fiscalização                  | Responsável por fiscalizar os cidadãos e os processos de cidadania. |
| (8ª) Monitoramento                 | Responsável pelo monitoramento, comunicação, pesquisa e desenvolvimento nacionais e estrangeiros. |
| (9ª) Guarda                        | Responsável pela segurança dos membros do Presidium e suas famílias, e pela operação da linha VIP do metrô de Moscou, que liga o Kremlin aos quartéis do FSB e ao Aeroporto Internacional Vnukovo. Mais tarde, se tornaria o FPS, sob a gestão de Boris Iéltsin. |
| (15ª) Manutenção                   | Responsável pela guarda de propriedade governamental, como zonas, edifícios restritos e instalações perigosas. |
| (16ª) Interceptação                | Responsável pela interceptação de informações nos meios de comunicação, controle dos telefones e telégrafos. |
| Fronteiriça                        | Responsáveis pela guarda da fronteira da União Soviética, contavam com os mais variados recursos — terrestres, aéreos e marítimos, além de mais de 245 mil agentes disponíveis.                                                                                  |
| Tecnológica                        | Responsáveis pela pesquisa e desenvolvimentos de tecnologias usadas em operações de espionagem, desde o aprimoramento de armamentos ao desenvolvimento de substâncias químicas mortíferas ou não.                                                                |

### Seções Independentes
O KGB também possuía seções independentes:
- Departamento pessoais do KGB;
- Secretariado do KGB;
- Equipe de funcionários de suporte laboratorial do KGB;
- Departamento de finanças do KGB;
- Arquivo do KGB;
- Departamento de administração do KGB;
- Comitê do PCUS. [12]

## Números da KGB
Das memórias de um ex-KGB, Presidente Vladimir Bakatin que em 1991 o número de agentes da KGB eram cerca de 480 000 pessoas, entre elas:
- 220 000 pessoas - soldados de tropas de fronteira da KGB;
- 50 000 pessoas - as tropas de comunicações do governo;
- 3 divisões de tropas aerotransportadas e uma brigada de infantaria separada (janeiro 1991) - 23 767;
- SPN unidades KGB - cerca de mil pessoas.

Como apontado em Bakatin, 180 000 funcionários foram oficiais da KGB , 90 000 funcionários trabalharam na República da KGB. Pessoal operacional contados em cerca de 80 000 pessoas.
Emissário do aparelho KGB consistia de cerca de 260 000 policiais disfarçados, e todos os registros de vários negócios operacionais foram de 10 008 pessoas. O aparelho consistia de agentes de ambos os cidadãos soviéticos e estrangeiros (a partir do relatório "Sobre a atividade da KGB da URSS" em 1968).

## Operações Especiais
O KGB atuava junto a diversos grupos de operações especiais representantes do Spetsnaz, existentes na URSS e Rússia, através do OMSDON, entre eles se destacava o Grupo Alpha, uma unidade especial Antiterror, que teve muita importância no combate aos extremistas islâmicos, durante a intervenção no Afeganistão, em 1979, e durante os conflitos na Chechênia, nos anos 1990, e que continuam atuando contra  rebeldes chechenos.
O Vympel também atuava junto ao KGB, sendo uma organização especializada em infiltração e sabotagem, atuava principalmente no Oriente Médio e Ásia,
durante as décadas de 1970 e 1980.
A Guarda do Kremlin, apesar de fazer parte da 9ª Diretoria, era praticamente uma organização independente, responsável pela escolta do Presidium, tanto que após a dissolução da URSS, o serviço se transformou no FPS — uma organização desvinculada do serviço secreto, de fato.

## Diretores do KGB[18]
- 1954-1958: Ivan Serov;
- 1958-1961: Alexander Shelepin;
- 1961-1967: Vladimir Semichastny;
- 1967-1982: Iuri Andropov;
- 1982-1988: Viktor Chebrikov;
- 1988-1991: Vladimir Kryuchkov;
- 1991-1991: Leonid Shebarshin;
- 1991-1991: Vadim Bakatin;

## Cooperação de outros serviços de inteligência
A KGB contava com o auxílio de serviços de inteligência dos países na esfera de influência do bloco comunista.
Segundo o dissidente e desertor Ion Mihai Pacepa, a Securitate (da Romênia) sob orientação soviética, esteve encarregada de diversas operações no oriente médio.
Em conjunto com a StB  (serviço secreto da Tchecoslováquia), a inteligência soviética teve sucesso em infiltrar seus agentes de influência na América latina (ver: Ladislav Bittman). Países como Argentina, Brasil, Chile, México, Uruguai e outros foram alvo de ações objetivando a consolidação da influência político-ideológica soviética para fins de subversão com uso intensivo de desinformação e manipulação da mídia. O arquivo da StB, atualmente sob a guarda do Instituto para o Estudo dos Regimes Totalitários  e, posto em domínio público pelo governo da República Tcheca, comprova a ação conjunta da KGB/StB na América latina. Segundo O Arquivo Mitrokhin, em 1974 a KGB chegou a ter 14 agentes em Portugal, baseados em Lisboa. E, na década de 1980, o Brasil era considerado um dos quatro "alvos prioritários" da KGB no continente americano.
Políticos da Lituânia manifestaram o temor de que lituanos ligados a KGB, no período em que o país foi uma república soviética, ainda estejam associados aos atuais serviços de inteligência russos. O governo da Lituânia divulgou uma lista  com os nomes de 238 cidadãos do país que colaboraram com a KGB durante a Guerra Fria.

## Sucessões e Remanescentes

Serviço de Segurança Federal
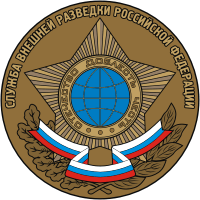
Serviço de Inteligência Estrangeira
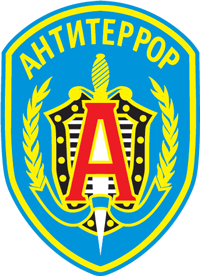
Grupo Alfa Antiterror
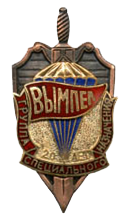
Forças Vympel
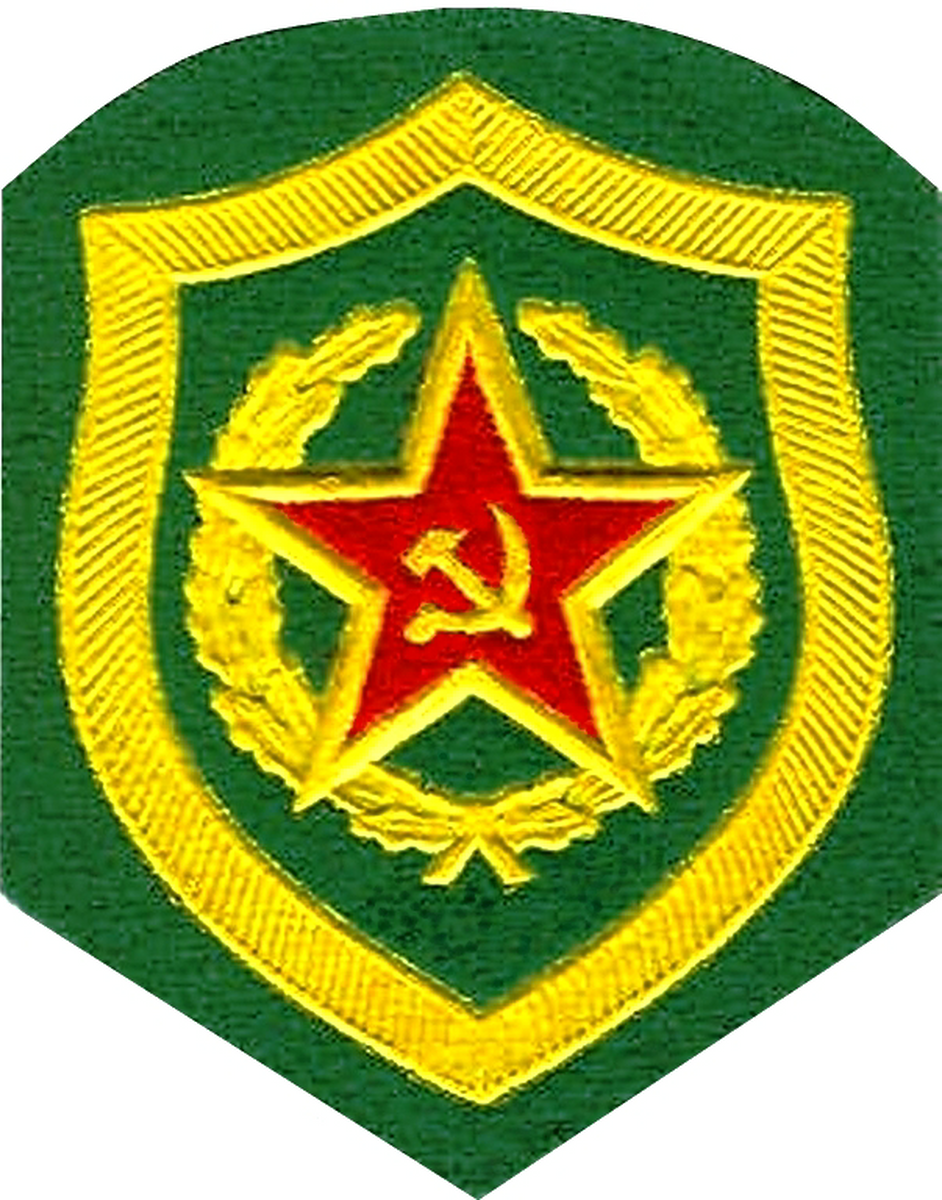
Guarda Fronteiriça da URSS
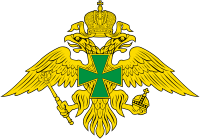
Guarda Fronteiriça da Rússia